# أكمية شاذة
أكمية شاذة (الاسم العلمي:Aechmea anomala) هي نوع من النباتات تتبع جنس الأكمية من الفصيلة البروميلية.